# Tube photomultiplicateur
Pour les articles homonymes, voir PM.
Un tube photomultiplicateur (en anglais, photomultiplier tube) est un dispositif permettant la détection de photons qui se présente sous la forme d'un tube électronique. Sous l'action de la lumière, des électrons sont arrachés d'un métal par effet photoélectrique à une photocathode, le faible courant électrique ainsi généré est amplifié par une série de dynodes utilisant le phénomène d'émission secondaire pour obtenir un gain important. Ce détecteur permet de compter les photons individuellement. Il est sensible de l'ultraviolet à l'infrarouge proche, le temps de réponse est de l'ordre de la nanoseconde (10−9 seconde).

## Structure et principe de fonctionnement

Le schéma d'un photomultiplicateur.

Les principaux éléments d'un photomultiplicateur sont le tube électronique, la photocathode, les dynodes, et l'anode.
Les photons incidents traversent une photocathode, constituée d'une « fenêtre » de verre, sur l'intérieur de laquelle est apposée une fine couche de métal ou de semi-conducteur. Lorsqu'un photon atteint le semi-conducteur, il excite un électron de la théorie des bandes, qui est alors diffusé vers la surface du semi-conducteur du fait de la tension électrique avec l'extérieur. Si l'énergie de l'électron est supérieure au niveau énergétique du vide à l'intérieur du photomultiplicateur, alors il est éjecté du semi-conducteur, et appelé « photo-électron ». La probabilité pour un photon incident de produire un photo-électron est définie comme l'efficacité quantique, et dépend entre autres des matériaux utilisés pour la fenêtre et le semi-conducteur, ainsi que de la longueur d'onde du photon incident.
Les photo-électrons quittent la photocathode avec une énergie correspondant à celle du photon incident (moins le travail de sortie de la photocathode), et sont ensuite focalisés par un jeu d'électrodes vers un électromultiplicateur, constitué d'une série de dynodes dont le but est de transformer le photo-électron initial en un paquet d'électrons suffisant pour constituer un signal électrique mesurable. Chaque dynode étant maintenue à une valeur de potentiel plus importante que la précédente, la différence de potentiel entre la dynode et la dynode suivante accélère les électrons ainsi émis, qui acquièrent suffisamment d'énergie pour générer un certain nombre d'électrons secondaires sur la dynode suivante. Il se produit donc, de dynode en dynode, un effet d'avalanche. La position et la forme des dynodes sont optimisées de sorte que le temps de transit des électrons soit minimisé, l'efficacité de collection de chaque dynode maximisée, et d'éviter que d'éventuels ions ou photons puissent être captés par les dynodes, ce qui créerait du bruit instrumental. Une anode collecte les électrons secondaires émis par la dernière dynode (techniquement, l'anode est la dernière dynode, mais en pratique on appelle souvent « dernière dynode » la dynode précédente), à partir desquels elle génère un courant électrique, recueilli en sortie du photomultiplicateur.
Finalement, l'arrivée du photon sur la cathode se traduit par une impulsion de charge suffisamment importante pour être utilisée par un dispositif annexe, souvent composé d'un amplificateur et d'un discriminateur.

## Photos
Photomultiplicateurs

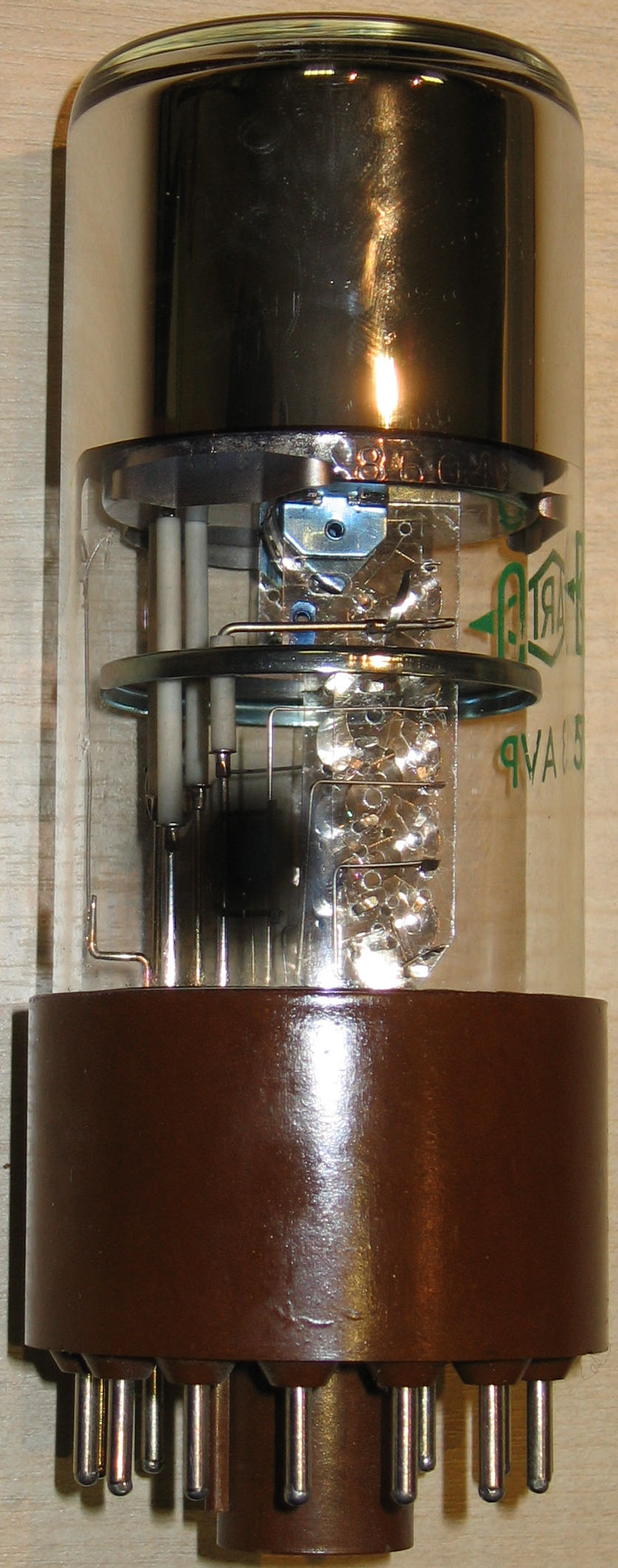
Un premier modèle.
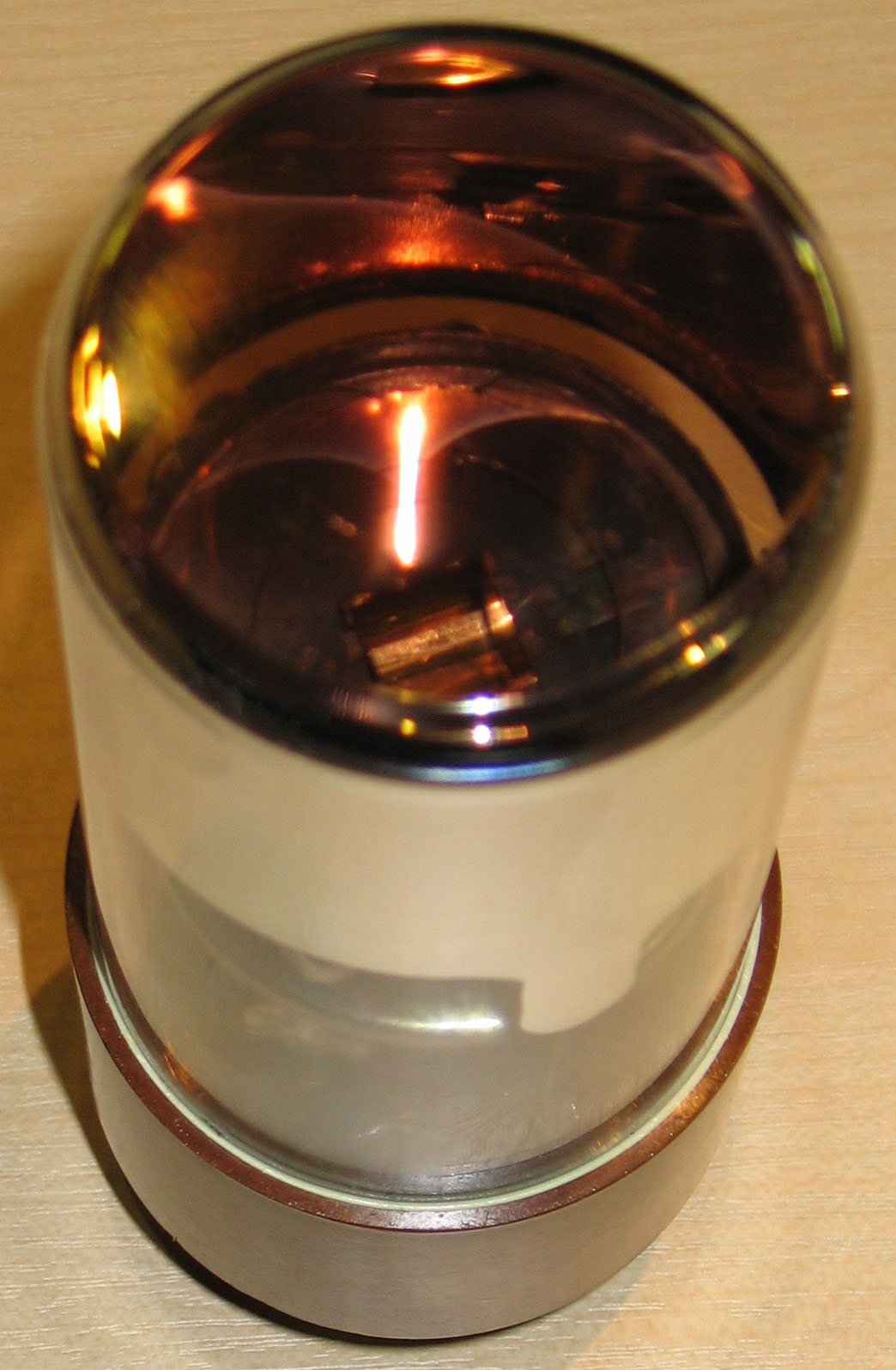
Vue de dessus.
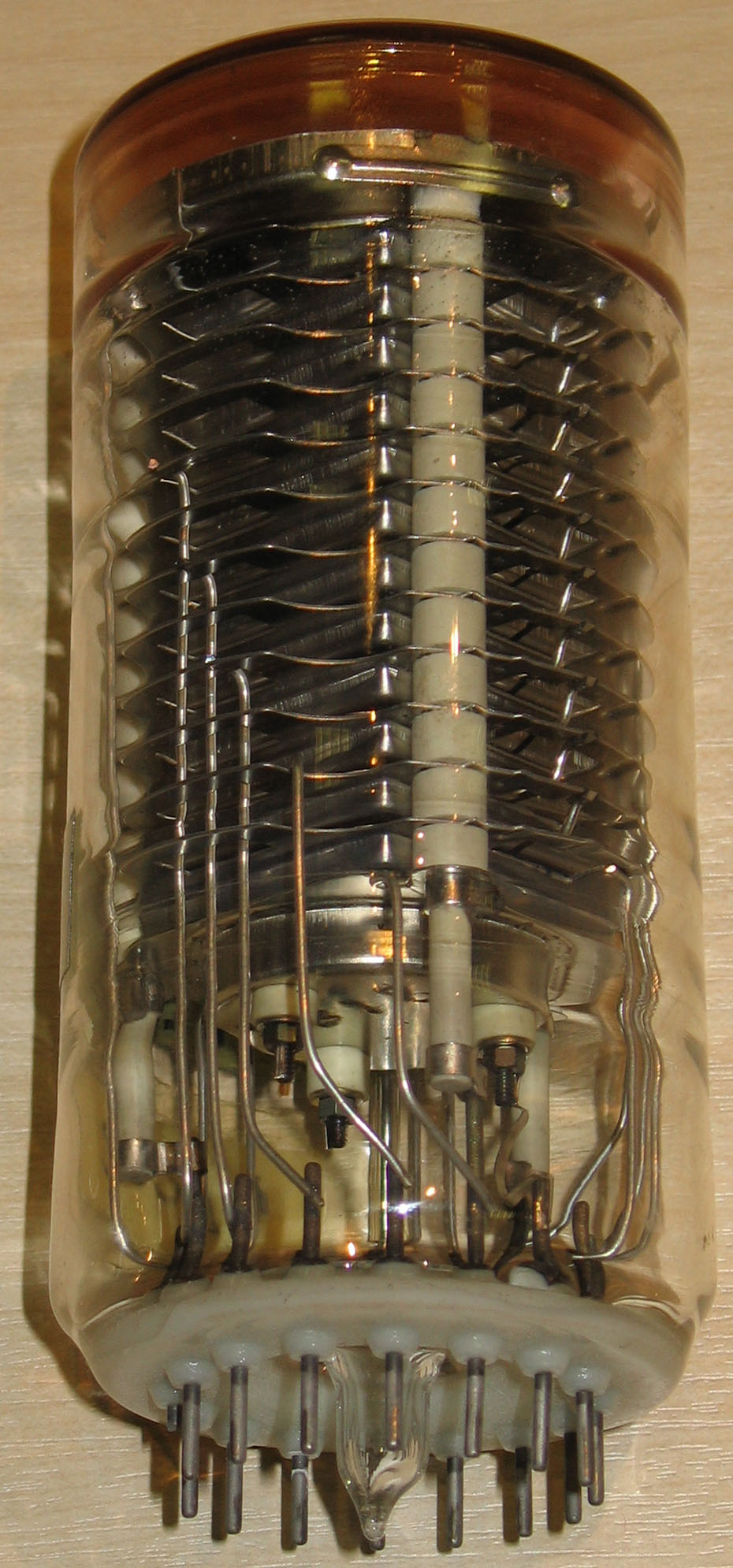
Un second modèle.
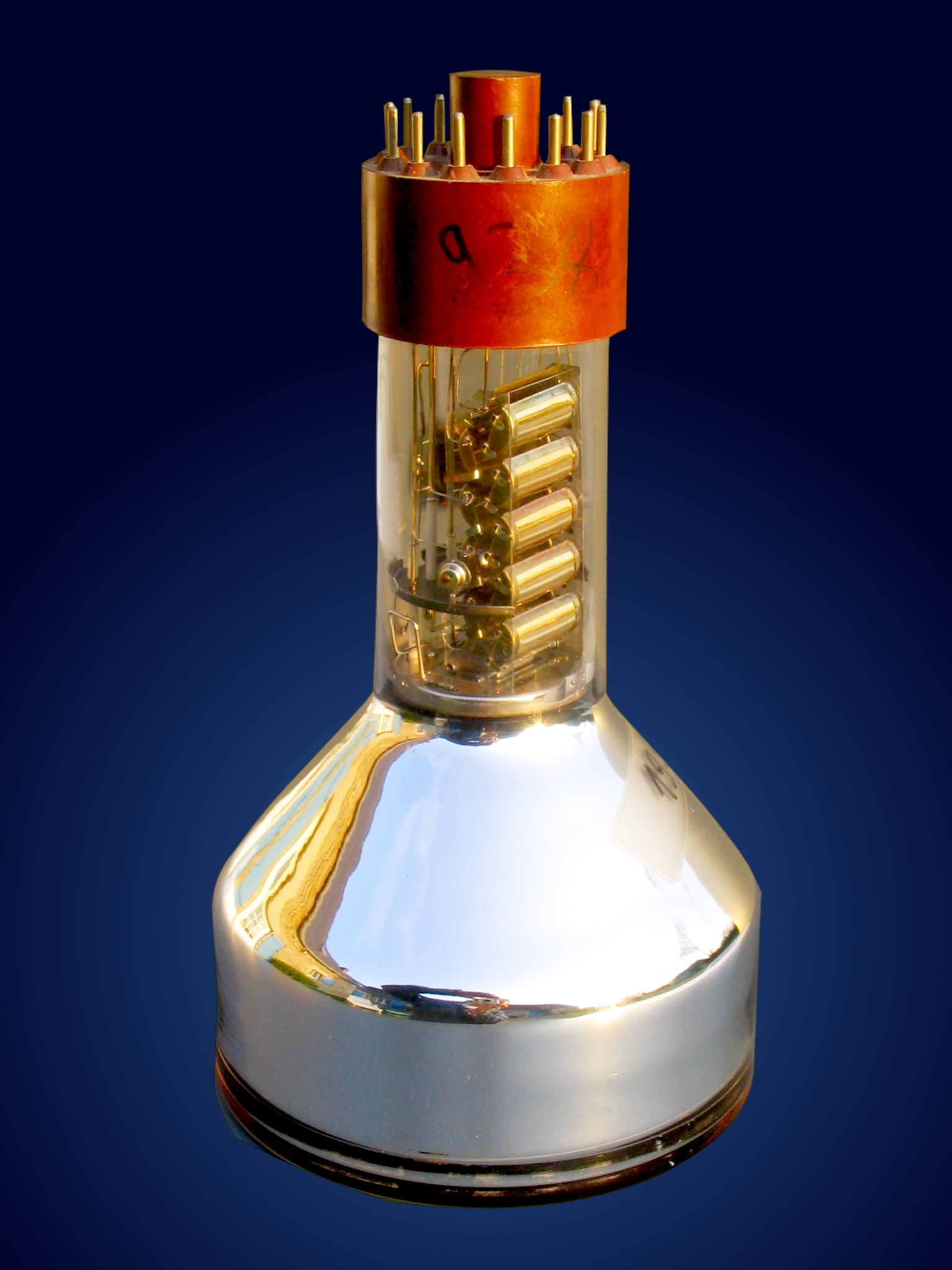
Métallisation interne pour faire écran aux lumières parasites

Dynodes

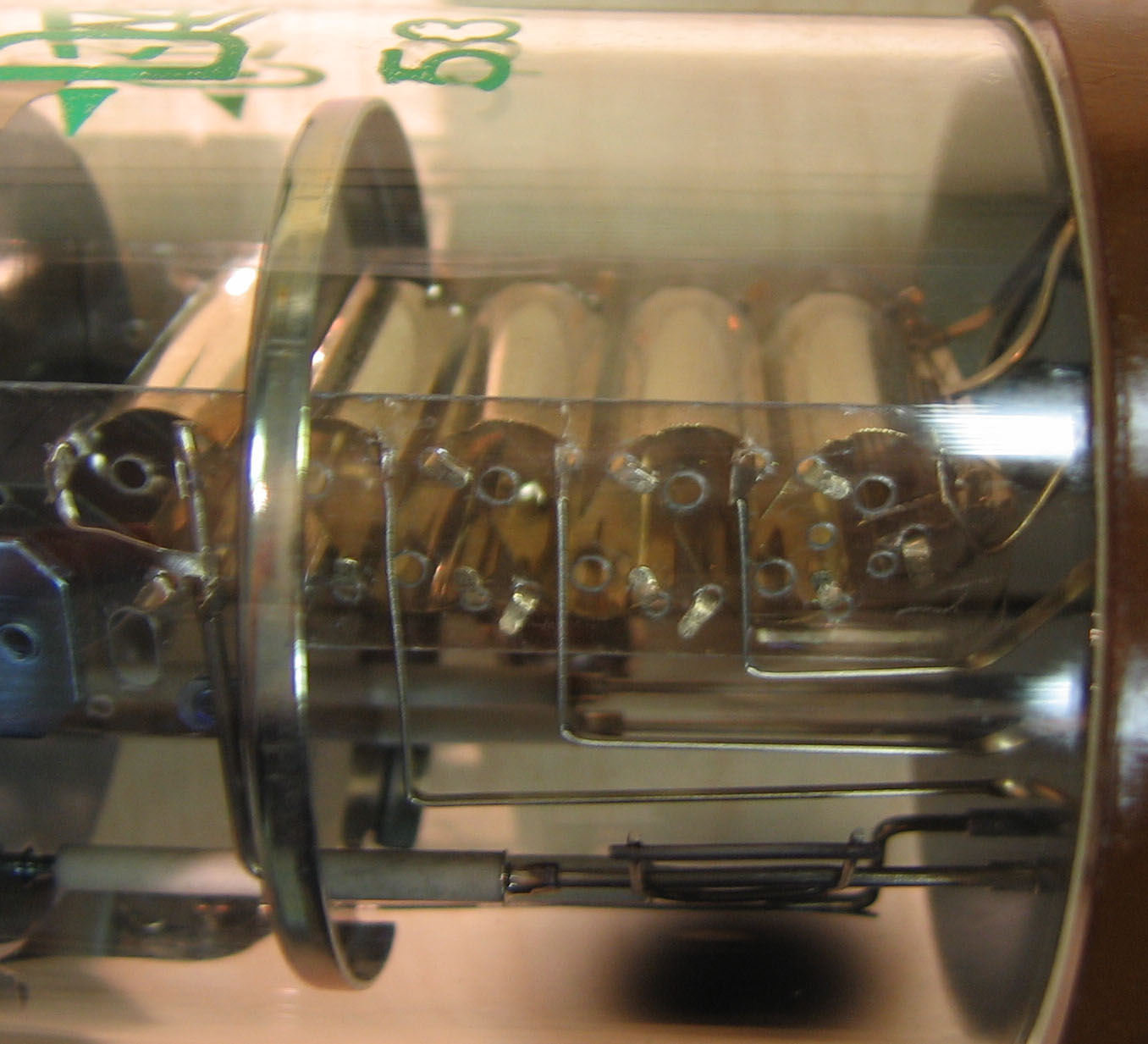
Les dynodes, déflecteurs en arc de cercle.